# Waitrose

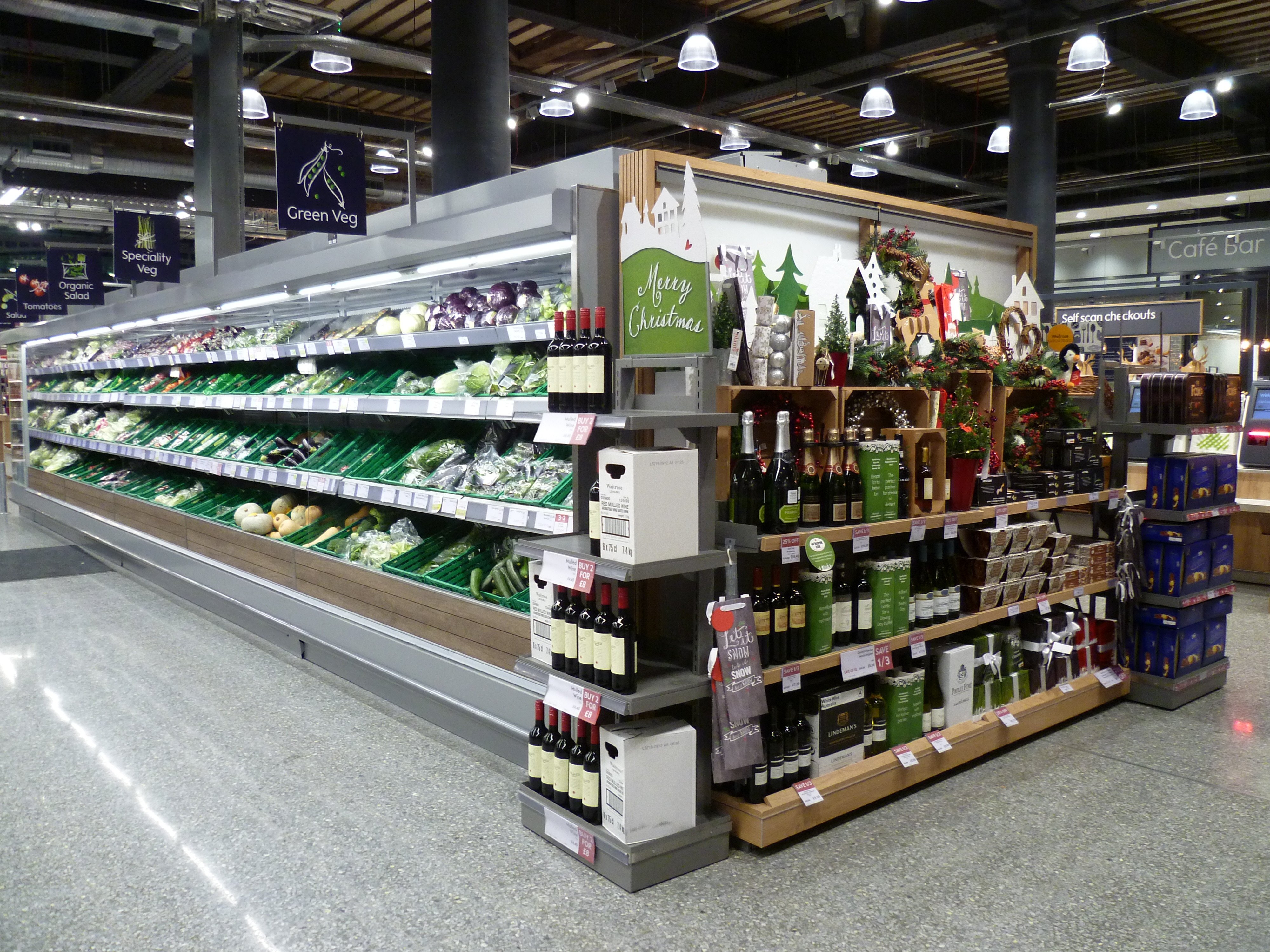
2015年聖誕國王十字碼頭路店

維特羅斯（Waitrose，百佳超級市場翻譯為維狄）是一家英國連鎖超市，現在是約翰路易斯合夥公司的子公司。總部位於伯克郡布拉克內爾。 截至2014年2月年，包括20家“小維特羅斯”（little Waitrose）在內，它在全英國有317個分店。 佔據英國超市市場5%的份額，是英國第六大雜貨零售商。
伊麗莎白二世曾給予其供給英國王室雜貨、葡萄酒和烈酒的皇家認證，2011年1月1日查爾斯王子再次給予其皇家認證。

## 外部連結
- 官方网站